# Jimmie Durham

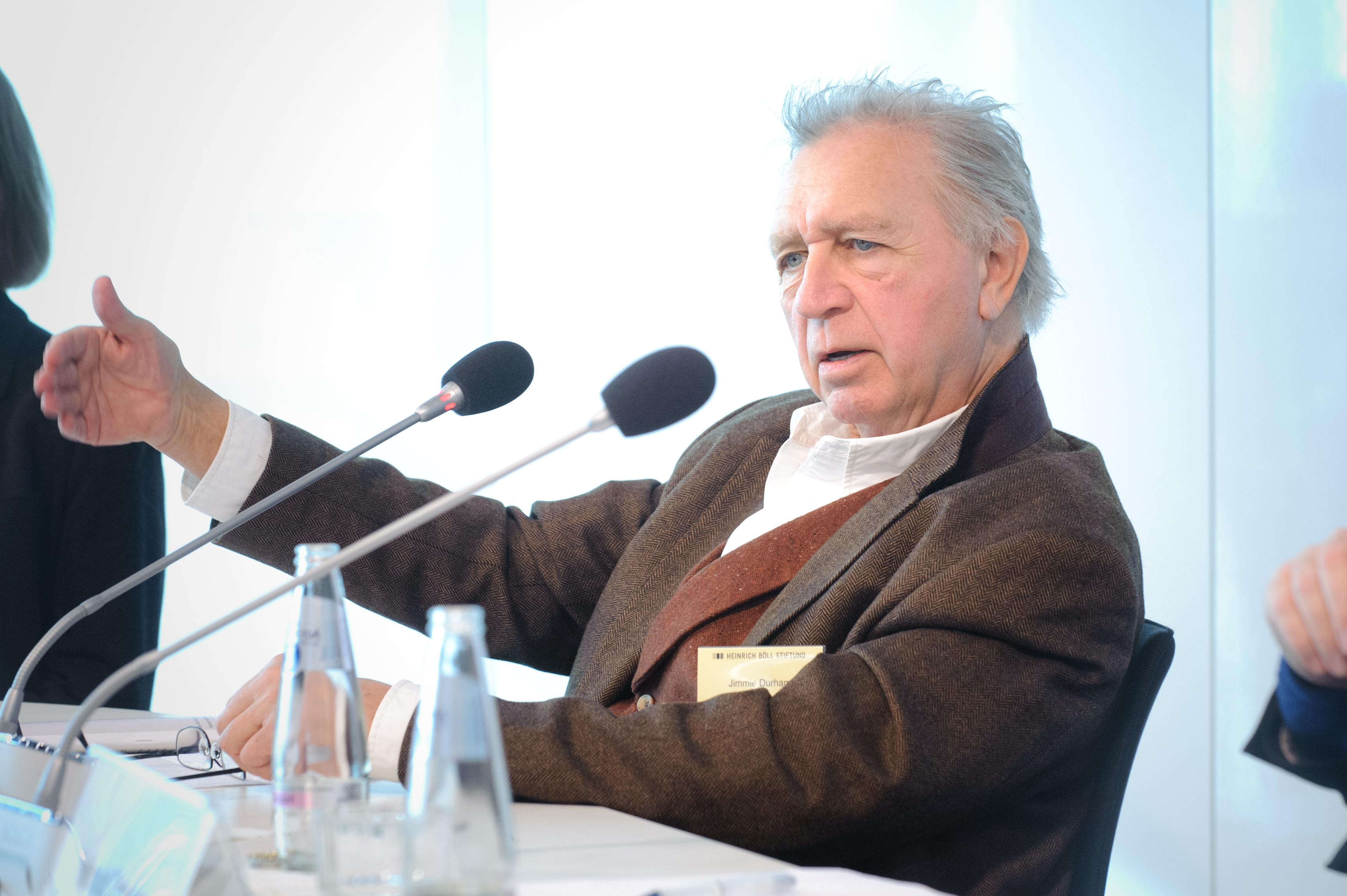
Jimmie Durham (2012)

Jimmie Durham (* 10. Juli 1940 in Houston, Texas; † 17. November 2021 in Berlin) war ein US-amerikanischer Politaktivist, Konzeptkünstler und Schriftsteller.

## Leben
Durham begann seine künstlerischen Aktivitäten um 1960 während der Zeit der Bürgerrechtsbewegung. Seine erste Einzelausstellung hatte der Künstler im Jahr 1965 in Austin (Texas). Von 1968 bis 1973 studierte Durham Kunst an der École des Beaux-Arts in Genf. Das Studium beendete er mit dem Bachelor of Fine Arts.
Von 1973 bis 1980 übernahm Durham politische Ämter im American Indian Movement (AIM) und im International Indian Treaty Council (IITC), zu dessen Mitbegründern er 1974 gehörte. Als Vertreter des IITC war Durham bei den Vereinten Nationen tätig und wirkte in dieser Eigenschaft an einer Erklärung für die Rechte der indigenen Völker mit. Die Cherokee, denen er sich seit seiner Geburt zugehörig fühlte, sprechen ihm das Recht ab, für sie zu sprechen, da seine Familie in keinem Cherokee-Geburtsregister geführt wird. Seine Vorfahren hatten sich der kolonialistischen Praxis, Indianer in eigenen Registern aufzulisten, entzogen.
Nach dem Ende seiner politischen Aktivitäten widmete er sich in New York City wieder der bildenden Kunst, und zusätzlich verfasste er Essays sowie Gedichte. 1987 zog Durham nach Cuernavaca (Mexico). Von 1994 bis 2021 lebte und arbeitete Jimmie Durham in Berlin und Rom.

## Auszeichnungen
- 2003: Peill-Preis der Günther-Peill-Stiftung, Düren
- 2016: Goslarer Kaiserring[5] Aufgerufen am 14. März 2016
- 2019: Goldener Löwe für das Lebenswerk, 58. Biennale di Venezia

## Ausstellungen

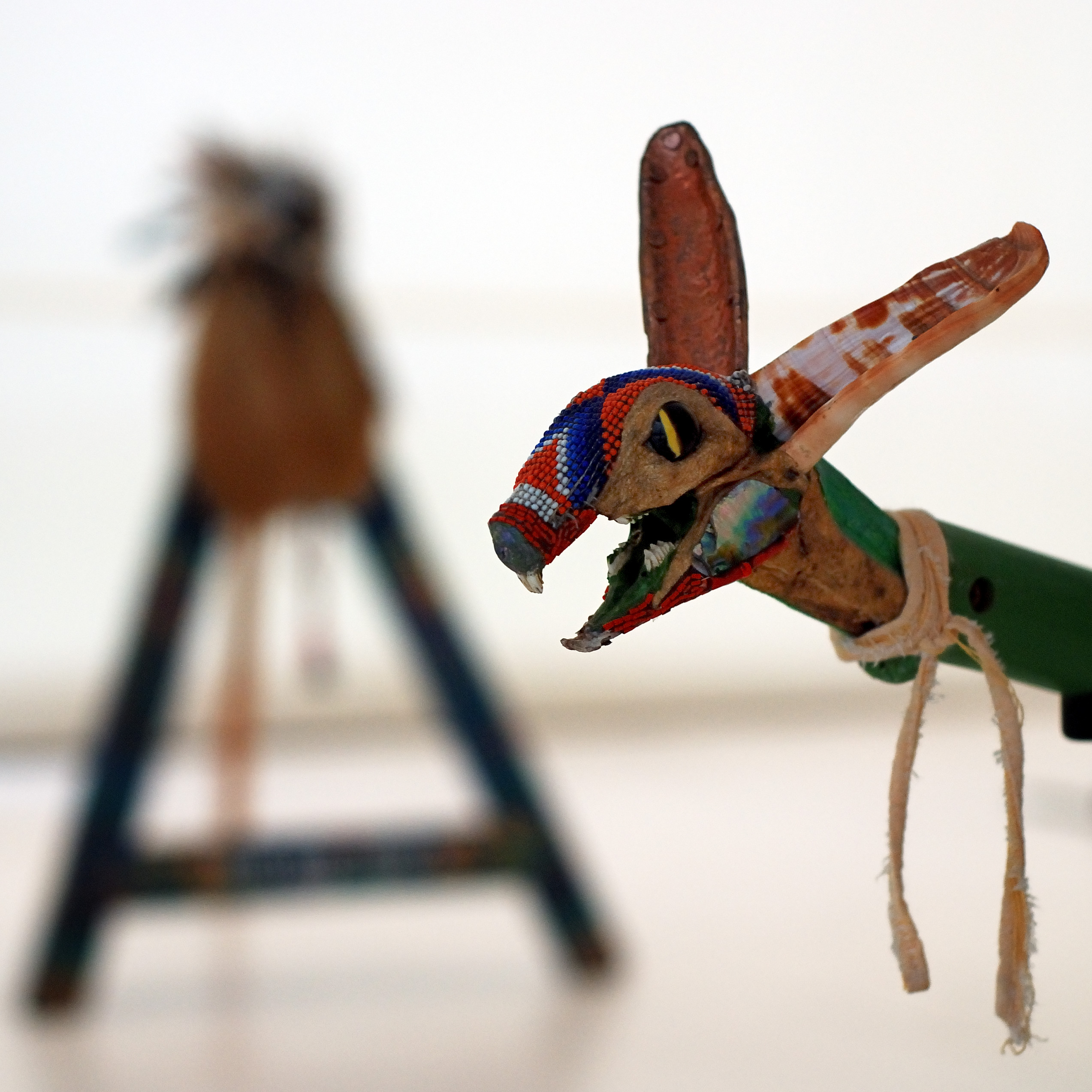
Eine Skulptur von Jimmie Durham, Museu de Serralves, Porto, Portugal, 2007

- 1992: Skulptur This Stone is from the mountain – This stone is from the Red Palace, documenta IX
- 2002: Einzelausstellung, Kunstverein Arnsberg
- 2010: Einzelausstellung: Rocks Encouraged, Portikus, Frankfurt am Main, Germany
- 2012: Retrospektive A Matter of Life und Death and Singing, Museum van Hedendaagse Kunst Antwerpen[6]
- 2012: Skulptur This Stone is from the mountain – This stone is from the Red Palace, dOCUMENTA (13)

## Veröffentlichungen
- Gedichte im Poesiealbum, Verlag Neues Leben, Berlin 1985, Heft 209/1985
- A Certain Lack of Coherence: Writings on Art and Cultural Politics. Kala Press, London, 1993
- Der Verführer und der Steinerne Gast. Springer, Wien, 1996, ISBN 3-211-82837-0
- Stone Heart. CCA Kitakyushu, 2001 ISBN 4-901387-10-3
- The Second Particle Wave Theory. Walter Phillips Gallery, Banff, 2005, ISBN 978-1-894773-23-2
- Material. 100 Notizen – 100 Gedanken, Nr. 49 zur dOCUMENTA (13). Hatje Cantz, Ostfildern 2011, ISBN 978-3-7757-2898-0
- Amoxohtli. Libro de Carretera. A Road Book. in Nahuatl, spanien und englischer Sprache. Buchhandlung König, Köln 2011, ISBN 3-86560-920-1
- Poems That Do Not Go Together. Wiens Verlag, Berlin 2012, ISBN 978-3-9811288-8-8
- Waiting to be interrupted, selected writings 1993–2012. Mousse Publishing, Milan, 2014, ISBN 978-88-6749-120-9
- Venice, Work and Tourism. Mousse Publishing, Milan, 2015, ISBN 978-88-6749-134-6